# Glenea jacobsoni
Glenea jacobsoni är en skalbaggsart som beskrevs av Aurivillius 1924. Glenea jacobsoni ingår i släktet Glenea och familjen långhorningar. Inga underarter finns listade i Catalogue of Life.